# Eduard Brückner
Eduard Brückner, né le 29 juillet 1862 à Iéna et mort le 20 mai 1927, est un géographe et climatologue allemand. Le professeur Brückner est un expert sur les glaciers alpins et leur effet sur le relief.

## Biographie
Brückner est né à Iéna, le fils de l'historien Germano-Balte Alexander Brückner et de Lucie Schiele. Il étudie au gymnasium de Karlsruhe avant d'entrer à l'université de Tartu en 1881 en météorologie et physique. Il obtient son diplôme de premier cycle en 1885 puis rejoint le service hydrographique allemand (Deutsche Seewarte) à Hambourg tout en continuant ses études jusqu'au doctorat à Dresde et Munich.
Brückner devient professeur à l'université de Berne, Suisse, en 1888 et épouse Ernestine Steine la même année. En 1899, il devient recteur de l'université. En 1904 il revient en Allemagne pour devenir professeur à l'université de Halle, puis à l'université de Vienne, Autriche, en 1906 où il est mort en 1927.
Brückner étudie le changement climatique et la climatologie des glaciers, en soutenant l'existence d'oscillations de durée de 35 ans, appelés cycles de Brückner, alternant des périodes froides et humides à d'autres chaudes et sèches dans le nord-ouest de l'Europe. Entre 1901 et 1909, il a collaboré avec le géographe allemand Albrecht Penck. Ils publient l'ouvrage en trois volumes appelé Die Alpen im Eiszeitalter (La glaciation du Pléistocène) qui a servi de référence sur les ères glaciaires durant plusieurs décennies.

## Reconnaissance
Le centre Helmholtz-Zentrum Geesthacht pour les matériaux et la recherche côtière (GKSS) décerne annuellement le prix Eduard Brückner en son honneur pour travail exceptionnel interdisciplinaire sur le climat.